# Takuya Miyamoto (Fußballspieler, 1983)
Takuya Miyamoto (japanisch 宮本 卓也 Miyamoto Takuya; * 8. Juli 1983 in der Präfektur Hiroshima; † 1. Mai 2022) war ein japanischer Fußballspieler und -trainer.

## Karriere
Miyamoto erlernte das Fußballspielen in der Jugendmannschaft von Sanfrecce Hiroshima und der Universitätsmannschaft der Osaka University of Commerce. Seinen ersten Vertrag unterschrieb er 2006 bei Cerezo Osaka. Der Verein spielte in der höchsten Liga des Landes, der J1 League. Am Ende der Saison 2006 stieg der Verein in die J2 League ab. Für den Verein absolvierte er 43 Ligaspiele. 2008 wechselte er zum Ligakonkurrenten Montedio Yamagata. 2008 wurde er mit dem Verein Vizemeister der J2 League und stieg in die J1 League auf. Am Ende der Saison 2011 stieg der Verein wieder in die J2 League ab. Für den Verein absolvierte er 142 Ligaspiele. 2013 wechselte er zum Ligakonkurrenten Avispa Fukuoka. Für den Verein absolvierte er 22 Ligaspiele. Ende 2013 beendete er seine Karriere als Fußballspieler. Zuletzt trainiert er die U15-Mannschaft des japanischen Zweitligisten V-Varen Nagasaki.